# Double Fantasy
Double Fantasy é o quinto álbum de estúdio de John Lennon e Yoko Ono, lançado em novembro de 1980, poucos dias antes de Lennon ser assassinado. Também é o sétimo álbum de trabalho de Lennon após a sua separação dos Beatles e o último lançado pelo músico em vida.

## História
Quando Sean Lennon (o primeiro e único filho que John teve com Yoko Ono) nasceu em 1975, John resolveu dedicar-se mais ao filho, colocando a carreira em segundo plano, um estilo de vida totalmente oposto durante a década de 60, que se dedicava mais a sua carreira com os Beatles e não tinha tempo para ficar com seu filho Julian e com sua primeira esposa Cynthia Powell. Permaneceu sem lançar discos de 1975 a 1980.
Em meados de 1980, John e Yoko começaram a compor, chamaram o produtor Jack Douglas e começaram as gravações em agosto do mesmo ano. Antes do álbum, John lançou um compacto com "(Just Like) Starting Over" (cantada por ele) e "Kiss Kiss Kiss" (cantado por Yoko). A música foi escolhida para o compacto não por ser a melhor música do álbum, mas por ser a mais apropriada para os cinco anos de ausência de John no mundo artístico. Rapidamente a música ficou entre as cinco mais executadas nos Estados Unidos.
Depois de lançado, Double Fantasy recebeu algumas críticas desfavoráveis pela participação de Yoko, mas ainda assim foi recebido com grande expectativa por se tratar de um álbum de Lennon.
Após a morte de John, o álbum e a música "(Just Like) Starting Over" atingiram o primeiro lugar nas paradas de sucesso do mundo inteiro. "Woman" e "Watching the Wheels" seguiram-na.
A música "Woman" foi composta em homenagem a sua mulher Yoko Ono. Em entrevista no dia 5 de dezembro à revista Rolling Stone, John disse que esta música era sua versão para "Girl" (música que John compôs na época dos Beatles e lançou no álbum Rubber Soul) mais amadurecida. A música foi lançada em compacto depois da morte de John com "Beautiful Boys" de Yoko no lado B.
"Watching the Wheels" também foi lançada em 1981 como compacto, trazendo na capa uma foto com o casal tirada na frente do The Dakota pelo fotógrafo Paul Goresh, o mesmo que tirou a foto de John Lennon dando um autógrafo a Mark Chapman no dia de seu assassinato. Ironicamente, o autógrafo foi dado na capa do álbum Double Fantasy.

## Faixas
1. "(Just Like) Starting Over" (John Lennon) – 3:56
2. "Kiss Kiss Kiss" (Yoko Ono) – 2:41
3. "Cleanup Time" (John Lennon) – 2:58
4. "Give Me Something" (Yoko Ono) – 1:35
5. "I'm Losing You" (John Lennon) – 3:57
6. "I'm Moving On" (Yoko Ono) – 2:20
7. "Beautiful Boy (Darling Boy)" (John Lennon) – 4:02
8. "Watching the Wheels" (John Lennon) – 4:00
9. "Yes I'm Your Angel" (Yoko Ono) – 3:08
10. "Woman" (John Lennon) – 3:32
11. "Beautiful Boys" (Yoko Ono) – 2:55
12. "Dear Yoko" (John Lennon) – 2:34
13. "Every Man Has A Woman Who Loves Him" (Yoko Ono) – 4:02
14. "Hard Times Are Over" (Yoko Ono) – 3:20

## Prêmios

### Grammy Awards
| Ano  | Recipiente                  | Categoria                        | Resultado |
| ---- | --------------------------- | -------------------------------- | --------- |
| 1981 | Double Fantasy              | Álbum do Ano                     | Venceu    |
| 1981 | Double Fantasy              | Melhor Performance Masculina Pop | Indicado  |
| 1981 | "(Just Like) Starting Over" | Gravação do Ano                  | Indicado  |

## Ficha técnica
Créditos adaptados do encarte do álbum.
Músicos
- John Lennon – vocal, guitarra
- Yoko Ono – vocal
- Earl Slick – guitarra
- Hugh McCracken – guitarra
- Tony Levin – baixo
- George Small – teclado
- Andy Newmark – bateria
- Arthur Jenkins, Jr. – percussão
- Ed Walsh – sintetizador Oberheim
- Randy Stein – concertina inglesa
- Robert Greenidge – tambor de aço em "Beautiful Boy"
- Matthew Cunningham – dulcimer em "Watching the Wheels"
- Howard Johnson, Grant Hungerford, John Parran, Seldon Powell, George "Young" Opalisky, Roger Rosenberg, David Tofani, Ronald Tooley – metais
- Cas Mijac (Michelle Simpson, Cassandra Wooten, Cheryl Mason Jacks) – vocais de apoio
- Eric Troyer – vocais de apoio
- Benny Cummings Singers – vocais de apoio
- The Kings Temple Choir – vocais de apoio

Técnicos
- Jack Douglas, John Lennon, Yoko Ono – produtores
- Tony Davilio – arranjo de metais em "I'm Your Angel", associado musical
- Toshihiro Hamaya, Frederic Seaman – assistentes de produção
- Lee DeCarlo – engenheiro
- Jon Smith, James Ball, Julie Last – assistentes de engenharia
- George Marino – masterização
- Kishin Shinoyama – fotografia
- Christopher Whorf – capa

## Posição nas paradas musicais
| Parada (1980/81)                    | Posição |
| ----------------------------------- | ------- |
| Australian Kent Music Report Chart  | 1       |
| Áustria                             | 1       |
| Canadá (RPM Albums Chart)           | 1       |
| Países Baixos (Mega Albums Chart)   | 4       |
| França (SNEP Albums Chart)          | 2       |
| Finlândia (Suomen virallinen lista) | 7       |
| Itália (FIMI)                       | 6       |
| Japão (Oricon LP Chart)             | 1       |
| Nova Zelândia (RIANZ)               | 1       |
| Noruega (VG-lista)                  | 1       |
| Suécia (Sverigetopplistan)          | 1       |
| Reino Unido (UK Albums Chart)       | 1       |
| Estados Unidos (Billboard 200)      | 1       |
| Alemanha (Media Control)            | 2       |

| Parada (1980)                  | Posição |
| ------------------------------ | ------- |
| França                         | 16      |
| Reino Unido                    | 12      |
| Parada (1981)                  | Posição |
| Austrália                      | 1       |
| Áustria                        | 2       |
| Canadá                         | 3       |
| Japão                          | 29      |
| Reino Unido                    | 10      |
| Estados Unidos (Billboard 200) | 2       |
| Alemanha                       | 3       |

## Certificações e vendas
| Região                                                                                                  | Certificação | Vendas     |
| --- | ------------ | ---------- |
| Austrália                                                                                               |              | 285,000    |
| França (SNEP)                                                                                           | Platina      | 450 000*   |
| Alemanha (BVMI)                                                                                         | Ouro         | 250 000^   |
| Hong Kong (IFPI Hong Kong)                                                                              | Platina      | 30 000*    |
| Israel                                                                                                  | Ouro         | 20,000     |
| Japão                                                                                                   |              | 306,470    |
| Nova Zelândia (RMNZ)                                                                                    | Platina      | 22 500^    |
| Espanha (PROMUSICAE)                                                                                    | Ouro         | 50 000^    |
| Reino Unido (BPI)                                                                                       | Platina      | 300,000^   |
| Estados Unidos (RIAA)                                                                                   | 3× Platina   | 3,000,000^ |
| *números de vendas baseados somente na certificação ^números de vendas baseados somente na certificação |              |            |